# 屠夫渡口 (電影)
《屠夫渡口》（英語：Butcher's Crossing）是一部2022年美國西部劇情片，改編自約翰·威廉斯的1960年同名小說；講述一位年輕的哈佛輟學生加入水牛獵人米勒（Miller）率領的團隊來尋找自己的命運，他們一起踏上充滿危險及考驗的艱辛旅程。電影由加布·波斯基執導並與連恩·沙特-梅洛伊（Liam Satre-Meloy）合作編寫劇本，尼可拉斯·凱吉領銜主演。本片也是波斯基的長片導演處女作。
《屠夫渡口》2022年9月9日在多倫多國際影展首映，2023年10月20日在美國院線上映。

## 演員
- 尼可拉斯·凱吉飾演米勒（Miller）[4]
- 佛列德·海辛爾飾演威爾·安德魯斯（Will Andrews）[5]
- 傑瑞米·波比（英语：Jeremy Bobb）飾演佛萊德（Fred）[6]
- 山德·貝克利飾演查理（Charlie）[6]
- 瑞秋·凱勒（英语：Rachel Keller (actress)）飾演法蘭西（Francine）[6]
- 保羅·拉西飾演麥唐納（McDonald）[6]

## 製作
本片改編自約翰·威廉斯的1960年同名小說，改編計畫於2021年6月首度對外公開，尼可拉斯·凱吉同時已簽約演出。電影由加布·波斯基執導，成為他的長片導演處女作，過去曾在凱吉主演的《爆裂警官》（2009年）中擔任監製。海拔電影娛樂（Altitude Film Entertainment）負責在2021年6月21日至25日登上坎城虛擬市場銷售版權。菲芬影業（Phiphen Pictures）和凱吉的土星影業（Saturn Films）也和海拔聯合製作，並由靈巧傳媒資助。薩班影業2021年9月取得北美等地的發行權。除凱吉外的演出陣容於11月陸續加入，包括佛列德·海辛爾、傑瑞米·波比、山德·貝克利、瑞秋·凱勒和保羅·拉西。
電影2021年10月起在蒙大拿州展開主要拍攝，11月宣告殺青。

## 發行
《屠夫渡口》2022年9月9日率先登上多倫多國際影展舉行全球首映。電影由薩班影業定檔2023年10月20日在美國院線上映。

## 反響
《屠夫渡口》在爛番茄網站上根據58篇評論而持有74%的新鮮度，平均評分為5.9／10。該網站共識：「《屠夫渡口》受益於尼可拉斯·凱吉的領銜主演，使得這部大致樣板的西部片更加引人注目。」Metacritic則根據14位影評人而給出55分（滿分100分）。

## 外部連結
- 互联网电影数据库（IMDb）上《屠夫渡口》的资料（英文）